# Dāl
Dāl (in arabo دال‎? /dæːl/) è l'ottava lettera dell'alfabeto arabo. Secondo la numerazione abjad essa valeva 4.

## Origine
Questa lettera deriva secondo alcuni da  dell'alfabeto nabateo, secondo altri da ܕ dell'alfabeto siriaco. In ogni caso deriva da daleth dell'alfabeto aramaico (), che nacque dalla daleth dell'alfabeto fenicio (), generata dalla digg dell'alfabeto proto-cananeo ().

## Fonetica
Foneticamente corrisponde all'occlusiva alveolare sonora (d), e quindi corrisponde alla lettera d dell'alfabeto latino.

## Scrittura e traslitterazione
Dāl viene scritta in varie forme in funzione della sua posizione all'interno di una parola; essa, tuttavia, non può legarsi ad altre lettere alla sua sinistra, per cui le forme iniziale e intermedia sono uguali rispettivamente alle forme isolata e finale:
| Forma isolata | Forma finale | Forma intermedia | Forma iniziale |
| ﺩ             | ـد…          | …ـد…             | …ﺩ             |

Nella traslitterazione dall'arabo è comunemente associata a d.

## Sintassi
Dāl è una lettera solare. Ciò significa che quando le si antepone l'articolo determinativo la sua lām si assimila alla dāl.